# Linars
Linars – miejscowość i gmina we Francji, w regionie Nowa Akwitania, w departamencie Charente.
Według danych na rok 1990 gminę zamieszkiwały 2193 osoby, a gęstość zaludnienia wynosiła 367 osób/km² (wśród 1467 gmin regionu Poitou-Charentes Linars plasuje się na 126. miejscu pod względem liczby ludności, natomiast pod względem powierzchni na miejscu 1033.).